# Шалль, Карл
Иоганн Фридрих Карл Шалль (нем. Johann Friedrich Carl Schall; 24 февраля 1856, Бруклин — 26 декабря 1939, Лейпциг) — немецкий химик, профессор Лейпцигского университета.

## Биография
Иоганн Фридрих Карл Шалль родился 24 февраля 1856 года в Бруклине (Нью-Йорк, США). С 1874 по 1879 год он изучал химию в Лейпцигском, Берлинском и Геттингенском университетах. В 1881 году в университете города Киль, под руководством профессора Альберта Ладенбурга, Шалль написал и защитил диссертацию — стал кандидатом наук. Всего два года спустя, в 1883, он стал доктором наук, защитив диссертацию в Цюрихском университете: остался в Швейцарии, где с 1883 по 1904 год преподавал в университете Цюриха на позиции приват-доцента. Затем, в период с 1904 по 1909 год, Шалль состоял на аналогичной должности в Лейпцигском университете. Он стал внештатным экстраординарным профессором в 1909 года и оставался на данной позиции 12 лет, до 1921. 11 ноября 1933 года Карл Шалль был среди более 900 ученых и преподавателей немецких университетов и вузов, подписавших «Заявление профессоров о поддержке Адольфа Гитлера и национал-социалистического государства». Скончался в Лейпциге в первые месяцы Второй мировой воины, 26 декабря 1939 года.

## Работы
- Tausend-und-eine Nacht / Leipzig : F. W. Hendel Verl.